# Моят живот
Моят живот е заглавието на автобиографичната книга на британския фашистки лидер Освалд Мозли.
От търговска гледна точка, книгата бележи пълен успех и става бестселър. Диана Мозли в своята автобиографична книга „Един живот на контрастите“ цитира мнения на известни хора за книгата, които я оценят като великолепна.